# أدريان هاميلتون
أدريان هاميلتون (بالإنجليزية: Adrian Hamilton)‏ (و. 1987  م) هو لاعب كرة قدم أمريكية، من الولايات المتحدة، ولد في دالاس، تكساس، يلعب كظهير ‏.

## التعليم
تعلم في David W. Carter High School ‏.